# Каменная Балка (Николаевский район)
Каменная Балка (укр. Кам'яна Балка) — село в Николаевском районе Николаевской области Украины.
Население по переписи 2001 года составляло 93 человека. Почтовый индекс — 57125. Телефонный код — 512.

## Местный совет
57125, Николаевская обл., Николаевский р-н, с. Кирьяковка, ул. Центральная, 3; тел. 38-57-16